# Luísa Barbosa (apresentadora)
Ana Luísa Correia Barbosa (São Miguel de Poiares, Vila Nova de Poiares, 10 de Fevereiro de 1982), conhecida publicamente como Luísa Barbosa, é uma apresentadora de televisão portuguesa. 

## Biografia
Luísa Barbosa tornou-se conhecida como VJ na MTV Portugal.
Quando tinha 15 anos de idade, Luísa Barbosa deixou a sua terra, Vila Nova de Poiares (Distrito de Coimbra), para estudar em Lisboa. Aos 17 anos, começou a trabalhar como manequim para a Central Models, e mais tarde conciliou o trabalho na moda com os estudos superiores, licenciando-se em Direito pela Faculdade de Direito da Universidade de Lisboa. Contudo, em 2007, quando Luísa Barbosa soube que tinha sido seleccionada num casting para video-jockey da MTV Portugal, a carreira ligada ao Direito foi adiada, já que ficou apaixonada pelo mundo da comunicação.
A 29 de Junho de 2011, Luísa Barbosa foi anunciada como nova apresentadora do 5 Para a Meia-Noite, depois das saídas de Filomena Cautela e de Fernando Alvim do programa. Após esta experiência, que durou apenas uma série do programa (a quinta série e última a ser emitida na RTP2), Luísa Barbosa continua ligada à RTP. Depois, apresentou o programa Planeta Música e ainda os especiais das Sete Maravilhas - Praias de Portugal, que apresentaram cada uma das 21 finalistas à eleição das sete mais maravilhosas praias de Portugal
Em Agosto de 2016 foi anunciada como a nova voz das Manhãs da Rádio Comercial, juntando-se a Nuno Markl, Pedro Ribeiro e Vasco Palmeirim.

### Vida pessoal
Tem uma relação com o ator e apresentador Francisco Beatriz. Em 2018 anunciou que espera o primeiro filho.

## Trabalhos na televisão
- 2007 - 2011 - Video-jockey na MTV Portugal (programas como Top 10 MTV ou Hit List Portugal)
- 2011 - Apresentadora do 5 Para a Meia-Noite (RTP2)
- 2012 - Apresentadora de Planeta Música (RTP1)
- 2012 - Apresentadora de Sete Maravilhas - Praias de Portugal (RTP1)
- 2014 - 2016 - Apresentadora do programa Fama Show (SIC)

## Trabalhos na rádio
- 2016 - 2017 Apresentadora das Manhãs da Rádio Comercial[8]

## Trabalhos como atriz
- 2010 - Lost in Azores (TV Series) - ...
- 2011 - Je m'appelle Bernadette - La Vierge Marie
- 2013 - Fábrica dos Pentes (TV Series) - Ana Luísa